# 182 Dywizja Piechoty (III Rzesza)
182 Dywizja Piechoty (niem. 182. Infanterie-Division) – niemiecka dywizja z czasów II wojny światowej, sformowana na mocy rozkazu z 1 kwietnia 1945, sformowana poza falą mobilizacyjną w rejonie Neuty w XVII Okręgu Wojskowym.

## Struktura organizacyjna
- Struktura organizacyjna w kwietniu 1945 roku:

663., 664. i 665. pułk grenadierów, 1082. pułk artylerii, 1082. kompania pionierów.

## Dowódcy
- Generalleutnant Richard Baltzer I 1945 – 1 IV 1945;